# Втора софийска народоосвободителна бригада
Втора софийска народоосвободителна бригада е подразделение на Първа Софийска въстаническа оперативна зона на т. нар. Народоосвободителна въстаническа армия (НОВА) по време на комунистическото партизанско движение в България (1941-1944). Действа в Западна България.
Създадена е на 12 май 1944 в село Кална на югославска територия. Основното ѝ ядро е съставено от батальон „Васил Левски“ на Трънския партизански отряд и от Войнишкия партизански батальон „Христо Ботев“. Командир е Денчо Знеполски, политкомисар Трифон Балкански, заместник-командир Дичо Петров. Получава задача от командването на НОВА да се насочи към връх Мургаш, за да се свърже са партизанска бригада „Чавдар“ и с Първа и Втора средногорска бригада.
Води боеве при връх Тумба заедно с югославски партизани, с. Куса Врана, с. Власе, с. Одоровци, с. Смиловци, с. Росоман, с. Дълги дел, с. Говежда. В състава е и английска военна мисия начело с майор Франк Томпсън.. На 23 май 1944 г., след битката при с. Батулия, Софийско, бригадата е разбита и разпръсната. Основния удар поема Войнишкият партизански батальон „Христо Ботев“. Партизаните се разделят на няколко групи и така пробиват обкръжението, като по-късно се присъединяват към други партизански формирования.